# Болотные лемминги
Болотные лемминги (лат. Synaptomys) — род млекопитающих из семейства полёвок. Они относятся к трибе леммини. Это два вида ныне живущих вида, которые обитают на северо-востоке США и в восточной части Канады на влажных лугах и болотах и формруют колонии примерно из 30 особей. Ареал северного болотного лемминга, который встречается по всему северу Североамериканского континента. Он очень неоднороден, что стало причиной образования нескольких подвидов.
Длина тела болотных леммингов от 8 до 13 сантиметров и хвост длиной два сантиметра. Самки приносят за год два-три выводка, размером от одного до четырех детёнышей.
- † Подрод Metaxyomys Zakrzewski, 1972
  - † Synaptomys vetus Wilson, 1933 — ранний плейстоцен северо-запада Северной Америки
  - † Synaptomys landesi Hibbard, 1954 — ранний плейстоцен центра Северной Америки.
  - † Synaptomys anzaensis Zakrzewski, 1972 — ? средний плейстоцен Калифорнии.
- † Подрод Plioctomys Suchov, 1977
  - † Synaptomys mimomiformis Suchov, 1977 — древний плейстоцен Уфимского Приуралья, Польши[4] и ? Франции[5].
- Подрод Synaptomys Baird, 1857
  - † Synaptomys rinkeri Hibbard, 1956 — ранний плейстоцен, первая некорнезубая «полёвка» Нового Света.
  - Южный болотный лемминг (Synaptomys cooperi)
  - † Synaptomys sp. — останки этой формы известны из плейстоцена Монголии и Колымской низменности, к 1981 году ещё не были описаны[5].
- Подрод Mictomys True, 1894
  - † Synaptomys kansasensis Hibbard, 1958 — средний плейстоцен США
  - † Synaptomys meltoni Paulson, 1961 — средний плейстоцен США
  - Северный болотный лемминг (Synaptomys borealis)

Кроме того, известны описания следующих вымерших видов (принадлежность к подродам для них не указана):
- † Synaptomys australis Simpson, 1928[6][7]
- † Synaptomys bunkeri Hibbard, 1939[6][7]
- † Synaptomys  europeaus Kowalski, 1977[7]
- † Synaptomys morgani Martin et al., 2003[6]